# Elisabeth von Kleve (Mark)

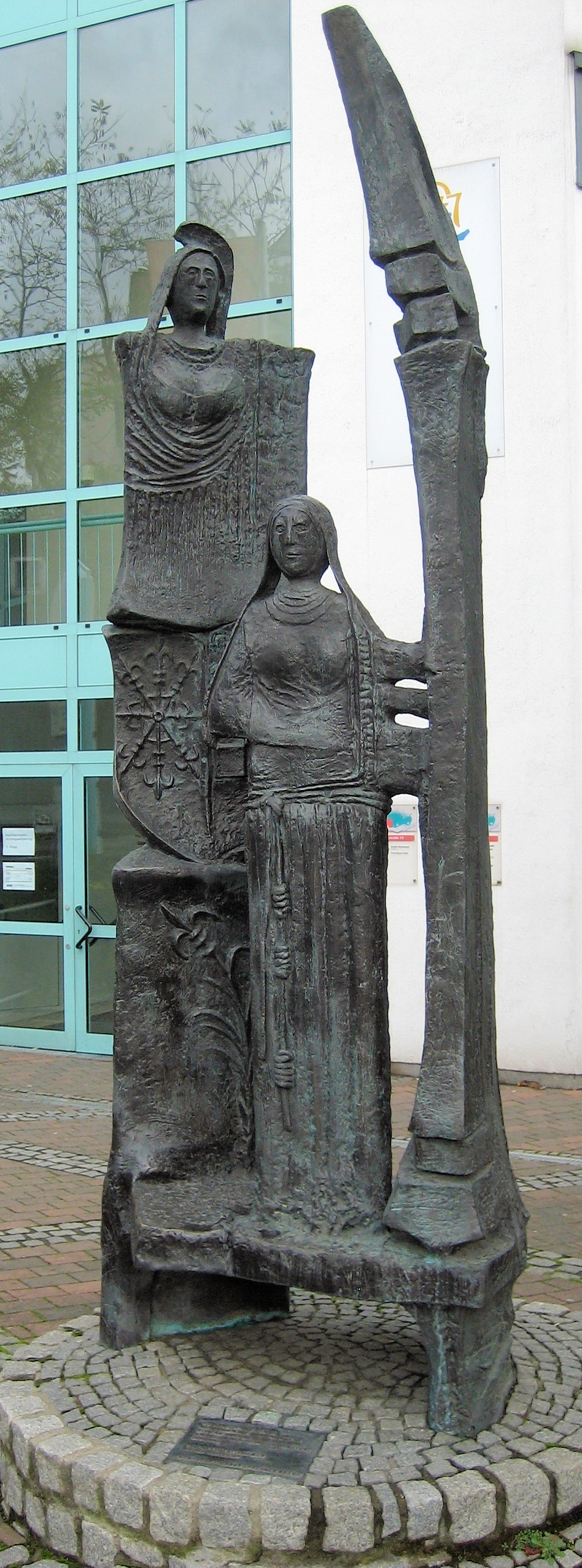
Denkmal für Elisabeth von Kleve gegenüber dem Hörder Marktplatz

Elisabeth von Kleve († 21. März 1361) stiftete gemeinsam mit ihrem Mann Konrad von der Mark dem Klarissen-Orden 1339 das Kloster Clarenberg im heutigen Ortsteil Hörde.

## Abstammung
Elisabeth von Kleve war die Tochter von Dietrich Luf II. von Kleve, Graf von Hülchrath. Elisabeth hatte mehrere Geschwister.

## Leben

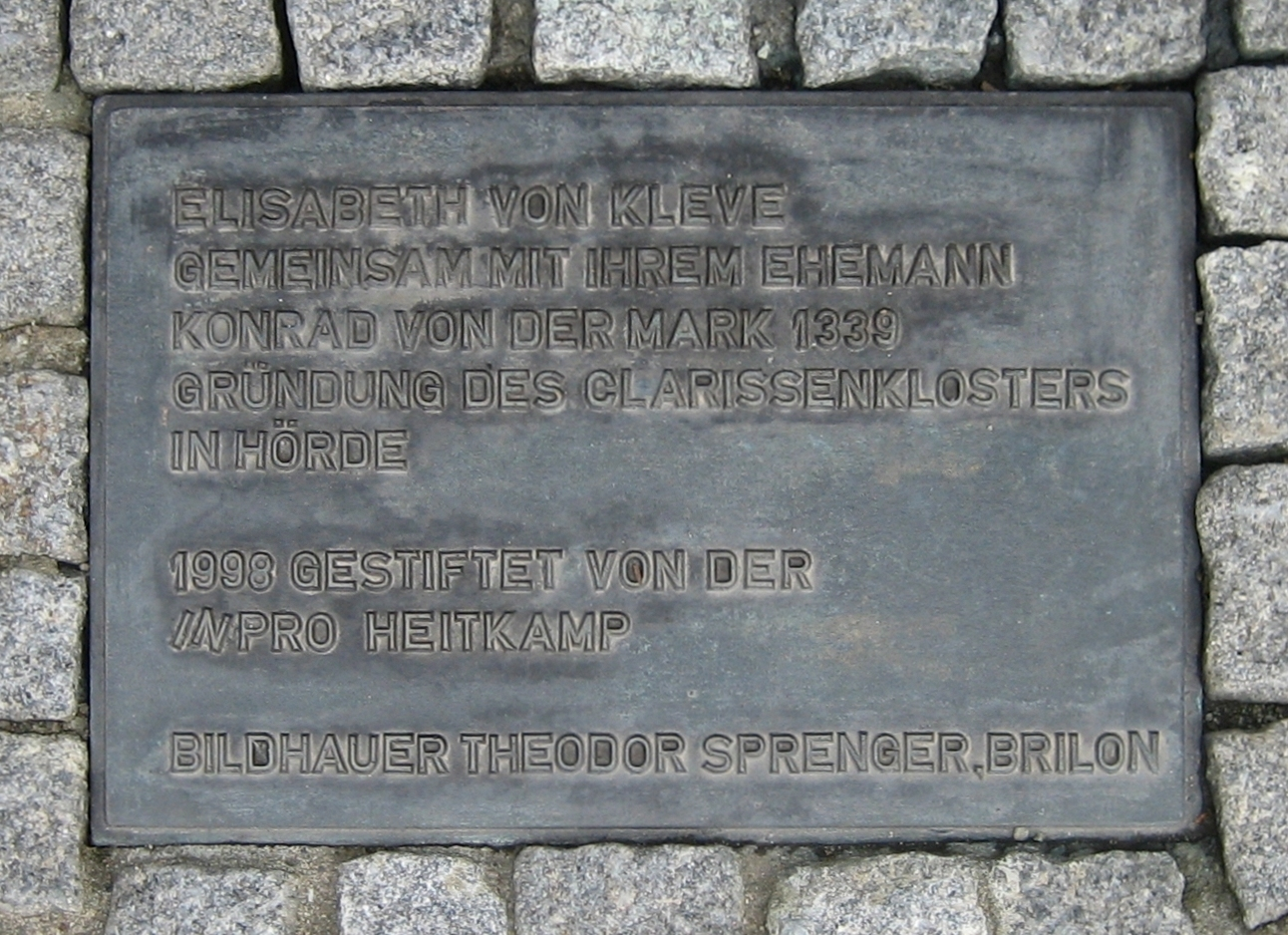
Inschrift am Denkmal von Elisabeth von Kleve

In erster Ehe war sie mit Wilhelm von Brederode († 1316) verheiratet, zwei Kinder aus dieser Verbindung sind bekannt: Dietrich von Brederode und Elisabeth von Büren, spätere Äbtissin des Klosters Clarenberg in der Zeit von 1390 bis 1392. In zweiter Ehe, die kinderlos blieb, war sie mit Konrad von der Mark (* zwischen 1291 und 1294; † 14. März 1353) verheiratet. Zwischen Konrad und Elisabeth bestand ein Verwandtschaftsverhältnis 4. Grades, daher bedurfte ihre Eheschließung einer päpstlichen Genehmigung (Dispens), welche, obwohl erst nach der Eheschließung beantragt, von päpstlicher Seite dennoch gewährt wurde. Elisabeth und Konrad beschlossen auf ihrem Besitztum in Hörde ein Kloster zu errichten, um es dem Klarissenorden zu stiften. Das Kloster sollte 40 Nonnen beherbergen und wirtschaftlich unabhängig sein. Nachdem das Vorhaben von päpstlicher Seite geprüft und genehmigt worden war, erfolgte die Grundsteinlegung Anfang Mai 1339 im Beisein von Konrads Bruder Adolf II. von der Mark (* August 1288; † 3. November 1344), Bischof von Lüttich. Nach etwa zweieinhalb Jahren Bauzeit wurde das Kloster am 30. September 1341 eingeweiht. Einige Jahre später trennte sich das Ehepaar. Konrad trat dem Minoritenorden in Dortmund als Novize bei, Elisabeth dem Klarissenorden in dem neugegründeten Kloster Clarenberg und wurde kurze Zeit nach ihrem Eintritt Äbtissin des Klosters. Elisabeth überlebte Konrad um acht Jahre und verstarb am 21. März 1361. Beide fanden ihre letzte Ruhe innerhalb der Klostermauern von Clarenberg; die genaue Lage ihrer Gräber ist nicht bekannt.